# Johann Georg Heinrich Oelrichs
Johann Georg Heinrich Oelrichs (* 1728 in Berlin; † 2. Juli 1799) war ein deutscher reformierter Prediger.

## Leben
Oelrichs Vater war der reformierte Prediger Friedrich (* 1687), der ursprünglich in Bremen lebte, dann aber nach Berlin zog und 1732 starb. Ferner hatte Oelrichs einen bekannten Bruder, den Historiker Johann Carl Conrad Oelrichs.
Oelrichs wirkte zunächst als zweiter Prediger der Friedrichswerderschen Kirche. 1783 ging er nach Cottbus, wo er Hofmeister und Inspektor wurde.
Oelrichs verfasste einen Reisebericht und übersetzte aus der französischen und der englischen Sprache.

## Werke (Auswahl)
als Autor
- Ausführliche Beschreibung der Reise Sr. Kaiserl. Hoheit des Großfürsten Paul Petrowitz von Russland an den Königl. Preuss. Hof nach Berlin und zurück. Verlag Haude & Spener, Berlin 1776.

als Übersetzer
- George Littleton: Gespräche der Verstorbenen. Rüdiger Verlag, Berlin 1761. (Übersetzt aus dem Englischen).